# Білоус Анатолій Анатолійович
Анато́лій Анато́лійович Білоу́с (21 березня 1979, Кременчук, Полтавська область — 26 січня 2015, Трьохізбенка, Луганська область) — сержант Збройних сил України, кулеметник 92-ї окремої механізованої бригади, учасник російсько-української війни.

## Життєпис
Закінчив Кременчуцьку ЗОШ № 30, працював водієм на КрАЗі. Строкову службу проходив у 93-й бригаді аеромобільних військ України.
Після демобілізації 10 років працював оператором на Кременчуцькій тютюновій фабриці.
Анатолій був небайдужим до подій в Україні. Прикладом для нього став молодший брат Володимир, який у липні 2014 року повернувся додому після чергової ротації. Тому в зону АТО Анатолій пішов добровольцем.
4 серпня 2014 року Анатолій у складі 92-ї бригади був направлений до селища Башкирівка Харківської області. У вересні відправився у зону бойових дій кулеметником, 92-га окрема механізована бригада.
26 січня 2015-го загинув поблизу села Трьохізбенка під артилерійським обстрілом терористів.
Похований 31 січня 2015-го на алеї Героїв АТО в місті Кременчук, Свіштовське кладовище.

## Нагороди
- Указом Президента України № 282/2015 від 23 травня 2015 року, «за особисту мужність і високий професіоналізм, виявлені у захисті державного суверенітету та територіальної цілісності України, вірність військовій присязі», нагороджений орденом «За мужність» III ступеня (посмертно)[2].
- Рішенням Полтавської обласної ради від 21 жовтня 2015 року нагороджений відзнакою «За вірність народу України» І ступеня (посмертно).

## Вшанування пам'яті
- 25 липня 2015 року в місті Кременчук на фасаді будинку (вулиця Воїнів-Інтернаціоналістів, 4а), де мешкав Анатолій Білоус, йому відкрито меморіальну дошку[3][4][5].
- Вшановується в меморіальному комплексі «Зала пам'яті», в щоденному ранковому церемоніалі 26 січня[6][7].
- 20 жовтня 2017 року біля входу до Кременчуцького ліцею інформаційних технологій № 30 «Олімп» імені Н. М. Шевченко відкрито меморіальну дошку Анатолію Білоусу[8].